# Плаз
Плаз (от фр. place — «место», сам плаз по-французски называют salle à tracer) — помещение для разбивки чертежа судна, необходимое для изготовления шаблонов и каркасов под сгиб и раскрой.
В самолётостроении — чертёж узла или части авиационной техники, выполненный на листе (щите) фанеры, металла или винипроза (пластамасса) в натуральную величину.
Плазы бывают масштабными и натурными (в масштабе 1:1).

## Назначение и применение
Изначально плаз создавали по той причине, что не было возможностей сделать сложную гибку или состыковать деталь к корпусу судна, автомобиля, дав детали точные размеры. Этими работами занимался плаз, где, как правило, на полу была отрисована вся теория судна в трёх проекциях (корпус, полуширота, бок), что было достаточно для полной деталировки всего проекта.
В самолётостроении, начиная с 1930-х годов, вначале на листах фанеры (плазы), позже металлических или винипрозовых, в натуральную величину графическим способом наносили чертёж деталей и частей летательного аппарата, по которому изготавливали контуры шаблонов.

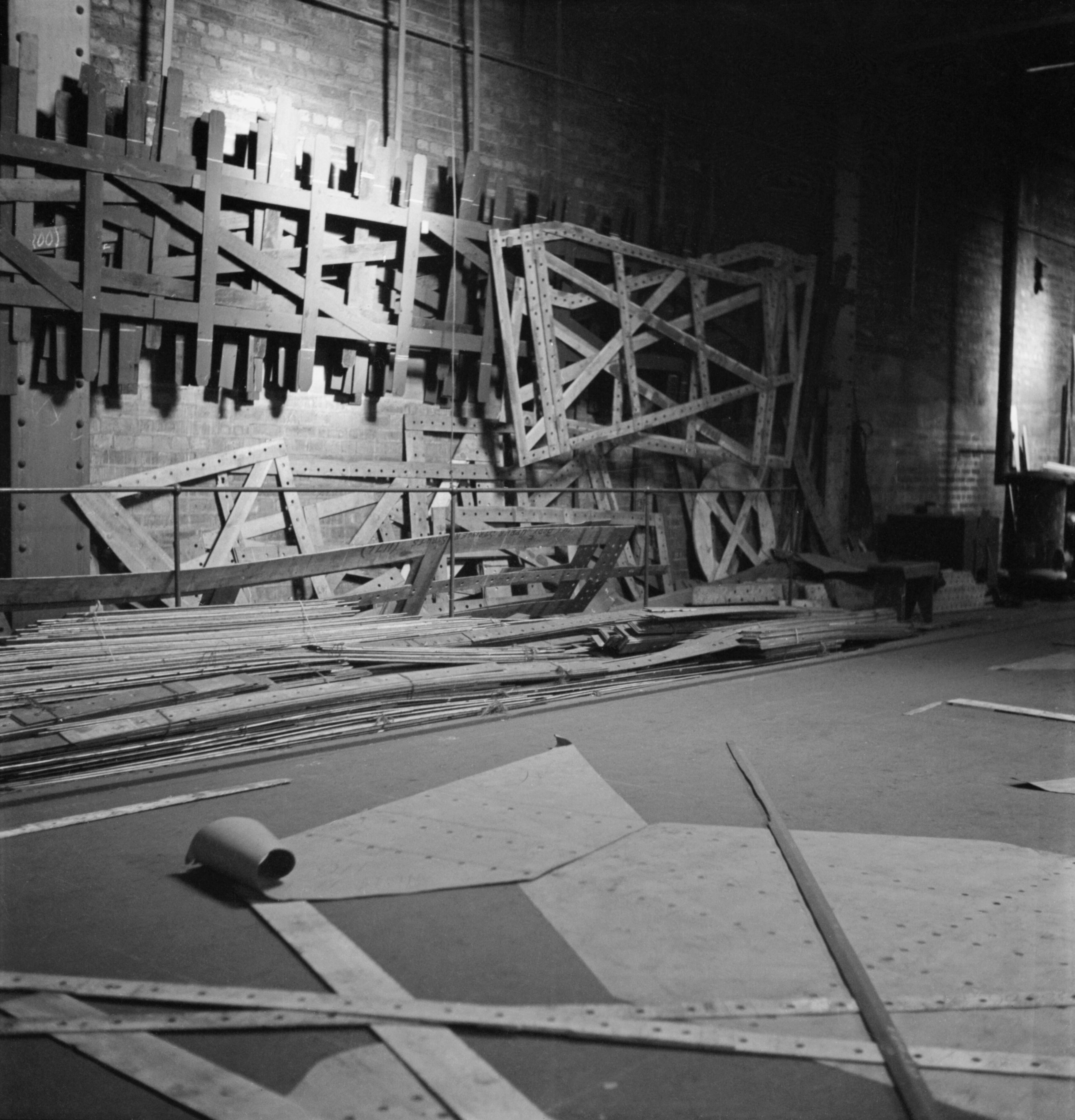
Шаблоны деталей на судостроительной верфи в США, 1943

Плазы бывают теоретическими (ТП) и конструктивными (КП).
На теоретических плазах на плоской поверхности в трёх проекциях вычерчивают контуры, сечения и базы летательного аппарата с нанесёнными конструктивными и координатными осями. ТП служат для геометрической и конструктивной увязки обводов каркаса и сочленения узлов конструкции. Чертежи с ТП переносили на КП, которые служат для геометрической и конструктивной увязки всех деталей и для изготовления рабочих и контрольных шаблонов.

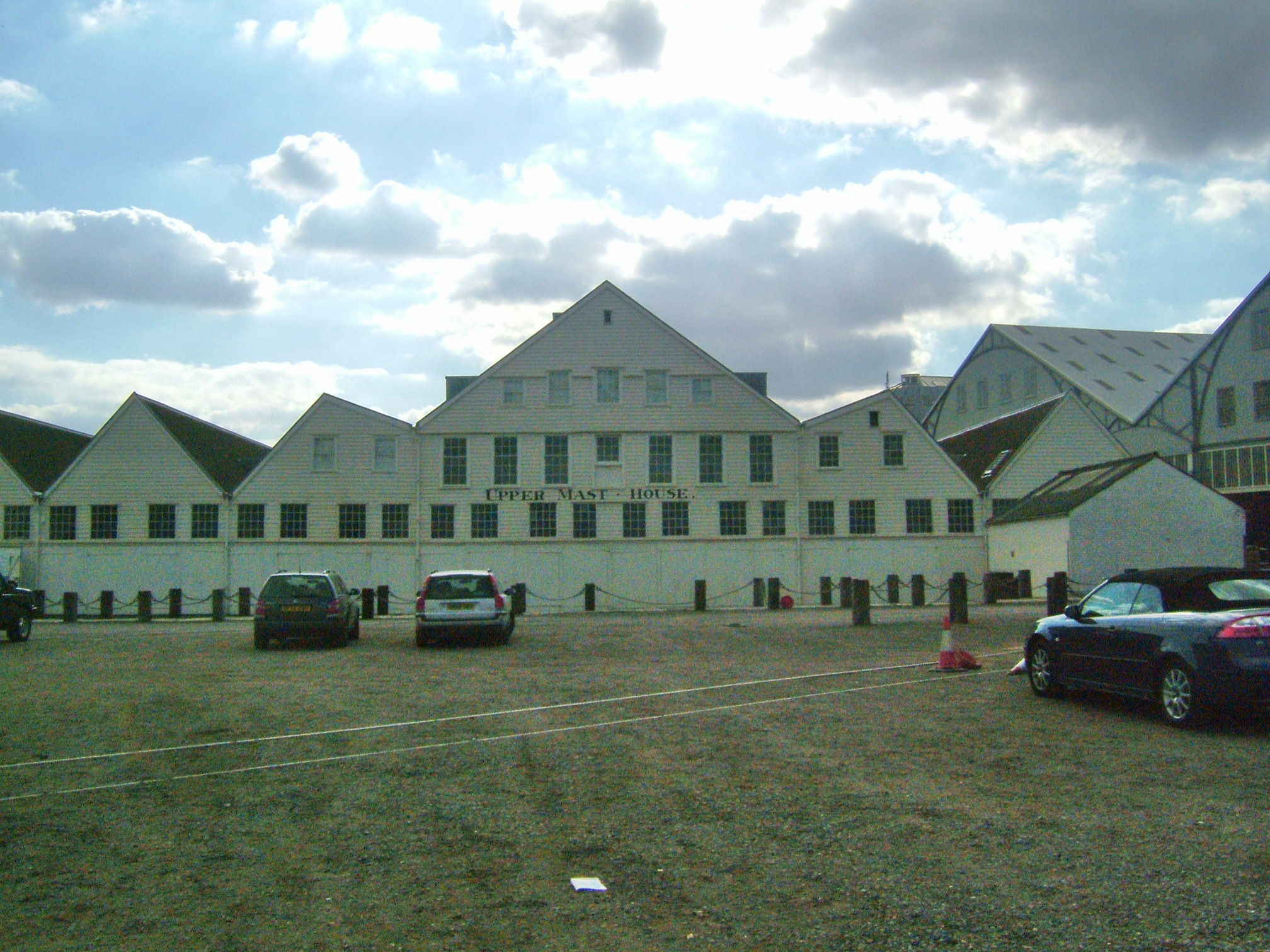
Плаз (на втором этаже) и склад для мачт на верфи в Чатеме

С середины 1990-х годов потребность в работе плаза уменьшилась во много раз ввиду развития информационных технологий, где всю теорию судна или летательного аппарата в натуральную величину можно хранить и использовать на ПК. Также в последнее время появились машины с ЧПУ, которые гнут деталь в трёх направлениях в любые формы (не пересекающие сами себя).
Многие самолёто- и судостроительные заводы отказались от плазовых работ, из-за их ненадобности более и использования большой площади помещений. Сейчас только около 30 % заводов используют плаз, из-за дороговизны машин с ЧПУ или из-за неоправданности их использования (малые суда или самолёты).
В России практически на всех судостроительных и авиационных заводах сохраняют плаз. Причина — дорогивизна машин с ЧПУ, медленное внедрение информационных технологий в инженерный и рабочий составы, необходимость поддержки старых проектов.